# Drum bun

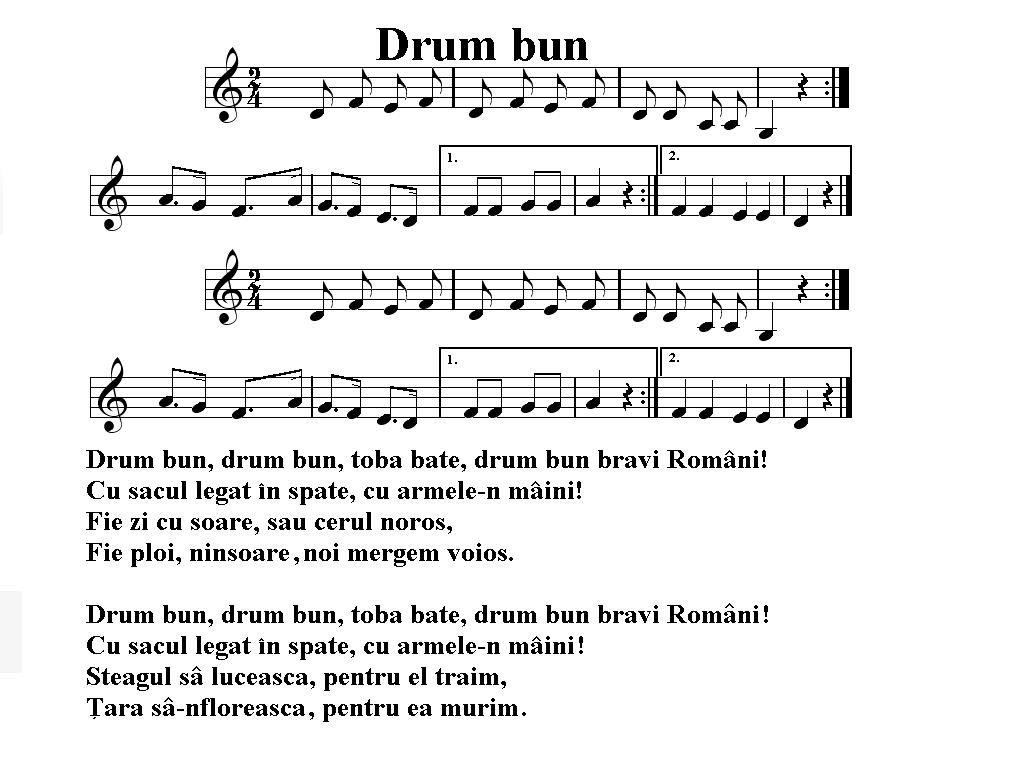
Partitura de la marcha

"Drum bun" (en rumano: Buen viaje/ Adiós) es una marcha militar rumana compuesta por Ștefan Nosievici en 1856.

## Historia
La Sociedad para la Cultura y la Literatura Rumanas en Bucovina publicó póstumamente la canción en 1869 después de la muerte de Nosievici el 12 de noviembre del mismo año. Aunque Nosievici compuso la marcha, la letra fue escrita por Vasile Alecsandri. Alexandru Flechtenmacher también ha sido atribuido como el autor de la canción. Solía ser muy popular, especialmente entre las escuelas primarias.
La canción también ha sido identificada como la "Marcha de los soldados rumanos" (Marșul ostașilor români) o la "Marcha de los soldados rumanos en Besarabia" (Marșul ostașilor români în Basarabia).
Se cantó durante la Guerra de Independencia de Rumania y la Primera Guerra Mundial. Además, la marcha apareció en la película Pentru patrie de Sergiu Nicolaescu y es una de las canciones interpretadas por la Banda Representativa Central del Ejército Rumano. De hecho, Drum bun y "Treceți, batalioane române, Carpații" fueron una de las canciones que interpretó durante un evento de celebración del centenario del Día nacional de Rumania.

## Actualidad
En la actualidad la marcha militar "Drum Bun" ha ganado bastante popularidad al rededor del mundo gracias al internet, habiendo encontrado videos subidos a la plataforma de YouTube con incluso tres millones (3.000.000) de visitas además de hacerse viral en TikTok en el mundo de los interesados en la historia. 
En Rumanía se suele aprender esta canción durante la etapa escolar, pues es un símbolo de patriotismo en ese lugar.
La marcha sigue siendo tocada en las paradas que se celebran en el Día Nacional de Rumanía, siendo interpretadas por el ejército rumano y entonadas por el pueblo rumano.

## Letra
La letra de la marcha (y su traducción al español) es la siguiente: 
| Drum bun, drum bun, tobă bate, drum bun, bravi români, ura! Cu sacul legat în spate, cu armele-n mâini, ura! Fie zi cu soare, fie, sau cerul noros, Fie ploi, ninsoare fie, noi mergem voios, drum bun!          | Buen viaje, buen viaje, suena el tambor, buen viaje, valientes rumanos, ¡hurra! Con el saco atado a la espalda, con las armas en las manos, ¡hurra! Ya sea un día soleado, sea un cielo nublado, sea lluvia, sea nevando, nos vamos alegres, ¡buen viaje!                |
| Drum bun, drum bun, tobă bate, drum bun, bravi români, ura! Cu sacul legat în spate, cu armele-n mâini, ura! ¡Fie la paradă, fie la război, Toți în rând grămadă, veseli mergem noi!                             | Buen viaje, buen viaje, suena el tambor, buen viaje, valientes rumanos, ¡hurra! Con el saco atado a la espalda, con las armas en las manos, ¡hurra! Ya sea en el desfile, ya sea en la guerra, todos en una multitud, ¡alegres vamos!                                    |
| Drum bun, drum bun, tobă bate, drum bun, bravi români, ura! Cu sacul legat în spate, cu armele-n mâini, ura! Steagul să lucească, steagul, pentru el trăim, Țara să-nflorească, țara, pentru ea murim, drum bun! | Buen viaje, buen viaje, suena el tambor, buen viaje, valientes rumanos, ¡hurra! Con el saco atado a la espalda, con las armas en las manos, ¡hurra! ¡Que brille la bandera, la bandera, por él vivimos, que florezca la patria, la patria, por ella morimos, buen viaje! |